# Gerardo Arteaga
Gerardo Arteaga, né le 7 septembre 1998 à Zapopan au Mexique, est un footballeur international mexicain, qui évolue au poste d'arrière gauche au CF Monterrey.

## Biographie

### Carrière en sélection
Le 14 novembre 2022, il est sélectionné par Gerardo Martino pour participer à la Coupe du monde 2022.
Arteaga participe au tournoi Maurice Revello avec l'équipe des espoirs du Mexique en 2019, où ils terminent à la troisième place.

## Palmarès

### En club
- Champion du Mexique en 2018 (Tournoi de Clôture) avec le Santos Laguna.
- Vainqueur de la Coupe de Belgique en 2021 avec KRC Genk.

### En sélection
- Mexique
  - Vainqueur de la Gold Cup en 2023